# NGC 6929
NGC 6929 este o galaxie situată în constelația Vulturul. A fost descoperită în 21 iulie 1827 de către John Herschel. Se află la o distanță de 86,94 de megaparseci de Pământ.